# Număr Thabit
În teoria numerelor, un număr Thabit, număr Thâbit ibn Qurra sau număr 321 este un număr întreg de forma {\displaystyle 3\cdot 2^{n}-1} pentru un număr întreg n pozitiv.
Primele câteva numere Thabit sunt:
2, 5, 11, 23, 47, 95, 191, 383, 767, 1535, 3071, 6143, 12287, 24575, 49151, 98303, 196607, 393215, 786431, 1572863, ... Șirul A055010 la Enciclopedia electronică a șirurilor de numere întregi (OEIS)
Matematicianul, medicul, astronomul și traducătorul Thābit ibn Qurra, din secolul al IX-lea, este creditat ca fiind primul care a studiat aceste numere și relația lor cu numerele prietene.

## Proprietăți
Reprezentarea binară a numărului Thabit 3·2n−1 are o lungime de n+2 cifre, constând în „10” urmat de n 1.
Primele câteva numere Thabit care sunt prime (numere prime Thabit sau 321 prime):
2, 5, 11, 23, 47, 191, 383, 6143, 786431, 51539607551, 824633720831, ... Șirul A007505 la Enciclopedia electronică a șirurilor de numere întregi (OEIS)
Până în iulie 2023, sunt cunoscute 67 de numere prime Thabit. Valorile lor n sunt:
0, 1, 2, 3, 4, 6, 7, 11, 18, 34, 38, 43, 55, 64, 76, 94, 103, 143, 206, 216, 306, 324, 391, 458, 827, 1274, 3276, 4204, 5134, 7559, 12676, 14898, 18123, 18819, 25690, 26459, 41628, 51387, 71387, 71783, 71783, 71783, 71781 63, 123630, 155930, 164987, 234760, 414840, 584995, 702038, 727699, 992700, 1201046, 1232255, 2312734, 3136255, 4235414, 6090515, 11484018, 117318518, 117318518, 117318517, 117318517 8034, 18196595, 18924988, 20928756, ... Șirul A002235 la Enciclopedia electronică a șirurilor de numere întregi (OEIS)
Cifrele prime pentru 234760 ≤ n ≤ 3136255 au fost găsite prin căutarea 321 din cadrul proiectului de calcul distribuit.
În 2008, PrimeGrid⁠(d) a preluat căutarea numerelor prime Thabit. Acesta continuă să caute și a găsit deja toate numerele prime Thabit cunoscute în prezent cu n ≥ 4235414. De asemenea, caută și numere prime de forma 3·2 n +1, astfel de numere prime se numesc numere prime Thabit de tipul al doilea sau numere 321 prime tipul al doilea.
Primele câteva numere Thabit de tipul al doilea sunt:
4, 7, 13, 25, 49, 97, 193, 385, 769, 1537, 3073, 6145, 12289, 24577, 49153, 98305, 196609, 396609, 396609, 3738273,6145,12289,24577 Șirul A181565 la Enciclopedia electronică a șirurilor de numere întregi (OEIS)
Primele câteva numere prime Thabit de tipul al doilea sunt:
7, 13, 97, 193, 769, 12289, 786433, 3221225473, 206158430209, 6597069766657, 2213609288845146193 Șirul A039687 la Enciclopedia electronică a șirurilor de numere întregi (OEIS)
Valorile lor n sunt:
1, 2, 5, 6, 8, 12, 18, 30, 36, 41, 66, 189, 201, 209, 276, 353, 408, 438, 534, 2208, 2816, 3182, 3189, 3189, 3189, 34350, 42294, 42665, 44685, 48150, 54792, 55182, 59973, 80190, 157169, 213321, 303093, 362765, 98, 98, 91 773, 1832496, 2145353, 2291610, 2478785, 5082306, 7033641, 10829346, 16408818, ... Șirul A002253 la Enciclopedia electronică a șirurilor de numere întregi (OEIS)

## Legătura cu numerele prietene
Când atât n cât și n−1 sunt numere prime Thabit (de primul tip) și {\displaystyle 9\cdot 2^{2n-1}-1} este de asemenea prim, o pereche de numere prietene poate fi calculată după cum urmează:
{\displaystyle 2^{n}(3\cdot 2^{n-1}-1)(3\cdot 2^{n}-1)} și {\displaystyle 2^{n}(9\cdot 2^{2n-1}-1).}
De exemplu, n = 2 ne dă numărul prim Thabit 11, iar n−1 = 1 ne dă numărul prim Thabit 5, iar al treilea termen este 71. Apoi, 22=4, înmulțit cu 5 și 11, rezultă 220, ai cărui divizori se adaugă până la 284, iar 4 ori 71 este 284, ai cărui divizori se adaugă până la 220.
Singurele n cunoscute care îndeplinesc aceste condiții sunt 2, 4 și 7, care corespund numerelor prime Thabit 11, 47 și 383 date de n, numerelor prime Thabit 5, 23 și 191 date de n−1, iar cei trei termeni sunt 71, 1151 și 73727. (Perechile prietene corespunzătoare sunt (220, 284), (17296, 18416) și (9363584, 9437056))

## Generalizare
Pentru un număr întreg b ≥ 2, un număr Thabit de baza b este un număr de forma (b +1)· bn − 1 pentru un număr întreg n pozitiv. De asemenea, pentru un număr întreg b ≥ 2, un număr Thabit de tipul al doilea de bază b este un număr de forma (b +1)· bn + 1 pentru un număr întreg n pozitiv.
Numerele Williams sunt, de asemenea, o generalizare a numerelor Thabit. Pentru numărul întreg b ≥ 2, un număr Williams de bază b este un număr de forma (b −1)· bn − 1 pentru un număr întreg n pozitiv. De asemenea, pentru un număr întreg b ≥ 2, un număr Williams de tipul al doilea de bază b este un număr de forma (b −1)· bn + 1 pentru un număr întreg n pozitiv.
Pentru un număr întreg b ≥ 2, o bază primă Thabit b este o bază de numere Thabit b care este de asemenea primă. În mod similar, pentru un număr întreg b ≥ 2, o bază primă Williams b este o bază de numere Williams b care este de asemenea primă.
Fiecare număr prim p este un număr prim Thabit de primul tip de bază p, un număr prim Williams de primul tip de bază p+2 și un număr prim Williams de al doilea tip de bază p; dacă p ≥ 5, atunci p este, de asemenea, un număr prim Thabit de al doilea tip de bază p−2.
Este o conjectură că, pentru fiecare număr întreg b ≥ 2, există un număr infinit de numere prime Thabit de primul tip de bază b, un număr infinit de numere prime Williams de al doilea tip de bază b și un număr infinit de numere prime Williams de al doilea tip de bază b; de asemenea, pentru fiecare număr întreg b ≥ 2 care nu este congruent cu 1 modulo 3, există un număr infinit de numere prime Thabit de al doilea tip de bază b. (Dacă baza b este congruentă cu 1 modulo 3, atunci toate numerele Thabit de al doilea tip de bază b sunt divizibile cu 3 (și mai mari decât 3, deoarece b ≥ 2), deci nu există numere prime Thabit de al doilea tip de bază b.)
Exponentul primilor Thabit de al doilea tip nu poate fi congruent cu 1 mod 3 (cu excepția lui 1 însuși), exponentul numerelor prime Williams de primul tip nu poate fi congruent cu 4 mod 6, iar exponentul numerelor prime Williams de al doilea tip nu poate fi congruent cu 1 mod 6 (cu excepția lui 1 însuși), deoarece polinomul corespunzător lui b este un polinom reductibil. (Dacă n ≡ 1 mod 3, atunci (b +1)· bn + 1 este divizibil cu b2 + b + 1; dacă n ≡ 4 mod 6, atunci (b −1)· bn − 1 este divizibil cu b2 − b + 1; și dacă n ≡ 1 mod 6, atunci (b −1)· bn + 1 este divizibil cu b2 − b + 1) În caz contrar, polinomul corespunzător lui b este un polinom ireductibil; astfel încât, dacă conjectura lui Bunyakovsky este adevărată, atunci există o infinitate de baze b astfel încât numărul corespunzător (pentru exponentul fix n care satisface condiția) să fie prim. ((b +1)· bn − 1 este ireductibil pentru tot întregul pozitiv n, astfel încât, dacă conjectura lui Bunyakovsky este adevărată, atunci există o infinitate de baze b astfel încât numărul corespunzător (pentru exponentul fix n) este prim)
Numerele Pierpont {\displaystyle 3^{m}\cdot 2^{n}+1} sunt o generalizare a numerelor Thabit de tipul al doilea {\displaystyle 3\cdot 2^{n}+1}.